# Columbus, Novi Meksiko
Columbus je selo u okrugu Luni u američkoj saveznoj državi Novom Meksiku. Prema popisu 2000. u Columbusu je živjelo 1765 stanovnika. Selo je dobilo ime po engleskom obliku prezimena Kristofora Kolumba.

## Zemljopis
Nalazi se na 31°49′51″N 107°38′30″W / 31.83083°N 107.64167°W (31.830760, -107.641558). Prema Uredu SAD-a za popis stanovništva, zauzima 7,2 km2 površine, sve suhozemne.
Selo se nalazi oko tri milje sjeverno od međunarodne granice SAD i Meksika. Meksičko selo Puerto Palomas je s druge strane granice.

## Povijest
Osnovan je 1891. godine na meksičkoj granici nasuprot selu Palomasu. Godine 1902. selo je preseljeno tri milje sjevernije kad je željeznička pruga Arizona i Jugoistok ovdje gradila svoju postaju Columbus. Ova je postaja danas pretvorena u muzej kojim upravlja Povijesno društvo Columbus.
Oko 1905. ovo je još bio mali gradić u kojem je živjelo nekoliko stotina stanovnika. Dvoje od tih ranih doseljenika bili su pukovnik Andrew O. Bailey i Louis Heller. Dotad je imao samo jednu glavnu prodavaonicu, salun i društvenog inspektora. Sagrađena je srednja škola, a Perrow G. Mosely osnovao je Columbus News, novine koje su poslije promijenile ime u Columbus Courier. Do 1915. ovdje je živjelo sedamstotinjak staonvnika, sagrađena je državna banka u Columbusu (Columbus State Bank), četiri hotela, nekoliko prodavaonica i baptistička crkva. U to je vrijeme ondje bilo bogatih naslaga srebra, bakra, olova i cinka.

### Prepad iz 1916.
Više u članku bitka kod Columbusa (1916.). 16. ožujka 1916. prema zapovijedi meksičkog revolucijskog vođe Francisca "Pancha" Ville, (pukovnik) Francisco Beltrán, (pukovnik) Candelario Cervantes, (general) Nicolás Fernández, (general) Pablo López i ostali poveli su petsto ljudi u napad na ovaj gradić, u kojem se nalazio izdvojeni dio 13. konjaničke regimente. Villina vojska spalila je dio grada, ubila sedam ili osam vojnika i 10 mještana prije nego što se povukla nazad u Meksiko.
Američki predsjednik Woodrow Wilson uzvratio je na prepad tako što je poslao u Meksiko 10.000 vojnika pod brigadnim generalom Pershingom u potjeru za Villom. Ovo je poznato kao Kaznena ekspedicija u Meksiko (Pancho Villa Expedition, Mexican Expedition). Ekspedicija je otkazana nakon što nisu uspjeli naći Villu, koji je uspio pobjeći. Pershingova ekspedicija donijela je napredak i međunarodnu pozornost u Columbus, kao i shvaćanje da je rat došao na granice SAD.
Selo polako propada od 1926. godine. Aktivnost vojnog kampa Furlonga uvelike je smanjena i naposljetku je vojska odlučila zatvoriti kamp. Željeznička pruga El Paso i Jugozapad prestala je s radom. Oporavak se dogodio tek 1990-ih, kad su otvoreni državni park, muzej, park za kamp-prikolice i sve u svezi s povijesnim znamenitostima ovog kraja. Pojavilo se i nekoliko umjetnika, pa je Columbus postao zanimljivim mjestom za posjet i boravak.

## Stanovništvo
Prema podatcima popisa 2000. u Chami je bilo 1765 stanovnika, 536 kućanstava i 411 obitelji, a stanovništvo po rasi bili su 70,42% bijelci, 0,57% Indijanci, 0,68% afroamerikanci, 0,06% Azijci, 25,50% ostalih rasa te 2,78% dviju ili više rasa. Hispanoamerikanaca i Latinoamerikanaca svih rasa bilo je 83,34%.
56,7% obitelji i 57,1% stanovništva živi ispod crte siromaštva, o čega je 67% osoba ispod 18 godina i 20,2% osoba starijih od 65 godina. Godine 2010. je bio na popisu najsiromašnijih naselja u SAD s više od 1000 stanovnika na 21. mjestu, mjereno po prosječnom prihodu.

## Vanjske poveznice
- Prepadna akcija Pancha Ville
- Camp Furlong and Columbus, New Mexico - 1916
- From Pancho Villa To Panda Express: Life In A Border Town